# Garanterat individuell (låt)
Garanterat individuell är en låt av det svenska proggbandet Hoola Bandoola Band. Låten återfinns på albumet Garanterat individuell från 1971. Den skrevs av medlemmen Mikael Wiehe.
Povel Randén använde pianogången från Beatles-låten "Martha My Dear" för "Garanterat individuell".